# Potrero, Puebla
Potrero är en ort i Mexiko.   Den ligger i kommunen Coxcatlán och delstaten Puebla, i den sydöstra delen av landet, 260 km sydost om huvudstaden Mexico City. Potrero ligger 1 913 meter över havet och antalet invånare är 311.
Terrängen runt Potrero är varierad. Runt Potrero är det ganska tätbefolkat, med 144 invånare per kvadratkilometer. Närmaste större samhälle är San Gabriel Casa Blanca, 11,7 km sydväst om Potrero. Omgivningarna runt Potrero är en mosaik av jordbruksmark och naturlig växtlighet.